# Egale bosrankspanner
De egale bosrankspanner (Horisme tersata) is een nachtvlinder uit de familie Geometridae, de spanners. De voorvleugellengte bedraagt tussen de 14 en 18 millimeter. De soort komt verspreid over het Palearctisch gebied voor. Hij overwintert als pop.

## Waardplanten
De egale bosrankspanner heeft als waardplanten bosrank en anemoon.

## Voorkomen in Nederland en België
De egale bosrankspanner is in Nederland en België een zeldzame soort, vooral gezien in Nederlands Zuid-Limburg, de Ardennen en langs de Belgische kust. De vlinder kent jaarlijks één generatie die vliegt van mei tot en met augustus. Soms is er een partiële tweede generatie.